# Can Jordà (Castellterçol)
Can Jordà és una obra eclèctica de Castellterçol (Moianès) inclosa a l'Inventari del Patrimoni Arquitectònic de Catalunya.

## Descripció
Edifici situat al centre històric de Castellterçol amb tres façanes. Consta de planta baixa i dos pisos i la coberta és a dues vessants. La façana té la composició simètrica. Al primer pis hi ha tres portes rectangulars flanquejades per pilastres amb capitell que sustenten un fris llis, aquestes obertures donen a un balcó corregut. Al segon pis hi ha tres obertures, la central es rectangular i té un balcó i les laterals tenen un arc rebaixat, totes tres tenen una motllura en la seva part superior. La façana està coronada per un timpà semicircular